# سانتو آدریانو
سانتو آدریانو دهستانی در استان آستوریاس اسپانیا است.
در این دهستان ۳۲۰ نفر زندگی می‌کنند. مساحت این دهستان ۲۲٫۶۰ کیلومتر مربع است.